# Rhinella fernandezae
El sapito de panza amarilla (Rhinella dorbignyi), también llamado: sapito de jardín de Fernández, es una especie de anfibio perteneciente a la familia Bufonidae. Se lo encuentra en el sector este del cono sur de Sudamérica.

## Publicación original
En el año 1957 el herpetólogo argentino José María Gallardo describe para la ciencia este taxón, originalmente como una subespecie de Bufo granulosus.

## Distribución
Se lo encuentra, desde el nivel del mar hasta los 600 m s. n. m.,  en Brasil en el estado de Río Grande do Sul; en el sur del Paraguay; en el Uruguay en los departamentos de: Canelones, Colonia, Montevideo, Río Negro, y San José; y en la Argentina, en las provincias de: Buenos Aires, Córdoba, Corrientes, Entre Ríos, La Pampa, y Santa Fe.

## Características
Mide entre 7 y 8 cm. Como defensa, posee glándulas parótidas que segregan una secreción tóxica. Para su protección, cava con sus patas posteriores cuevas de 20 a 30 cm de profundidad.

## Hábitat
Sus hábitats naturales son sabana húmeda, matorrales subtropicales húmedos, praderas templadas o subtropicales estacionalmente húmedas o inundadas de tierras bajas, pantanos de agua dulce temporarios, cultivos, y jardines suburbanos.

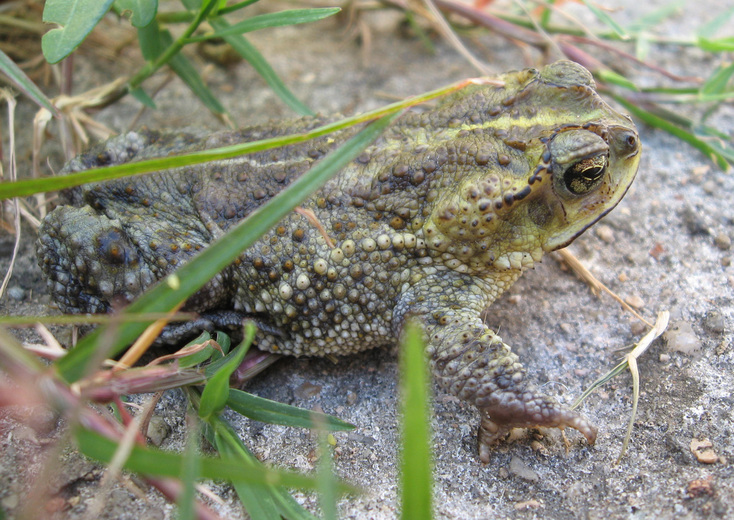
Un ejemplar adulto de esta especie.

## Costumbres
Se alimenta de insectos, arácnidos, moluscos, y crustáceos.

## Reproducción
Desde octubre hasta marzo, luego de fuertes lluvias, los machos cantan semisumergidos en lagunas permanentes o semipermanentes; en el fondo de estas, las hembras depositan sus huevos en ristras gelatinosas, luego del amplexo visible tanto de día como de noche. Cuando los renacuajos abandonan el agua cuentan con sólo 1 cm de longitud.

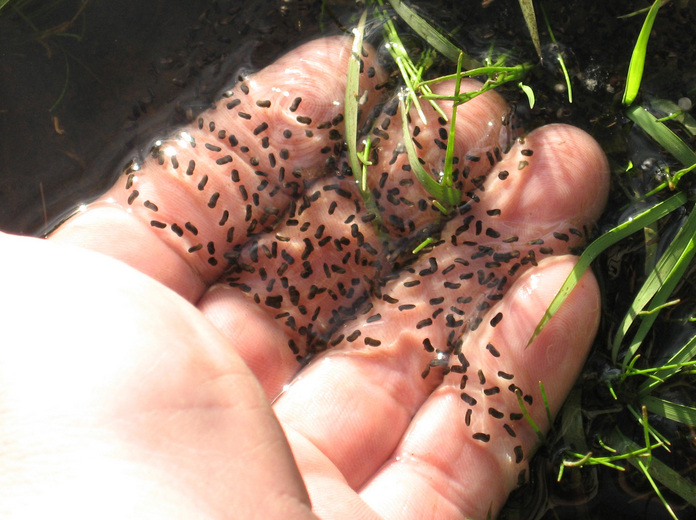
huevos de esta especie.

## Conservación
Sufre una alta mortandad a causa de aplastamientos por automóviles. Si bien podrían estar afectándolo la contaminación de los humedales causada por el escurrimiento de agroquímicos, vertidos industriales, y de asentamientos humanos, aún son amenazas localizadas, siendo una especie abundante, por lo que la IUCN la categoriza como de «Preocupación menor».

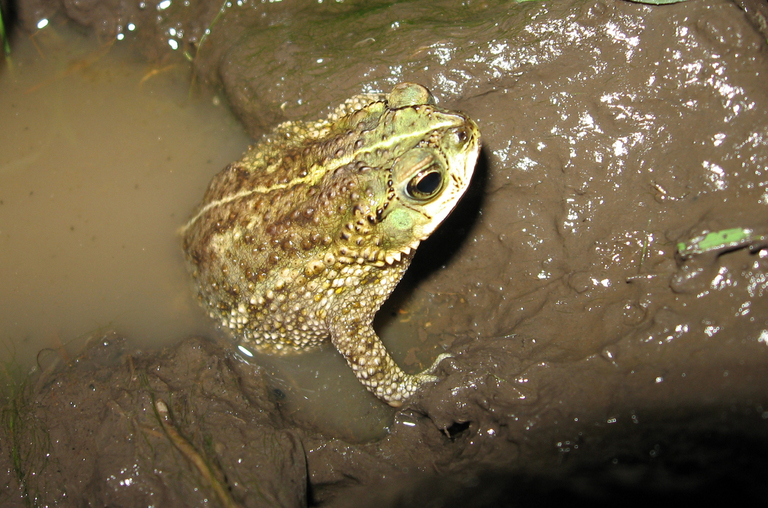